# 谢尔盖耶夫卡农村居民点 (沃罗涅日州)
谢尔盖耶夫卡农村居民点（俄语：Сергеевское сельское поселение）是俄罗斯联邦沃罗涅日州波德戈连斯基区所属的一个农村居民点。其下辖有6个居民点，行政中心为谢尔盖耶夫卡。据2016年统计，该农村居民点的人口为1654人。